# Castra Exploratorum

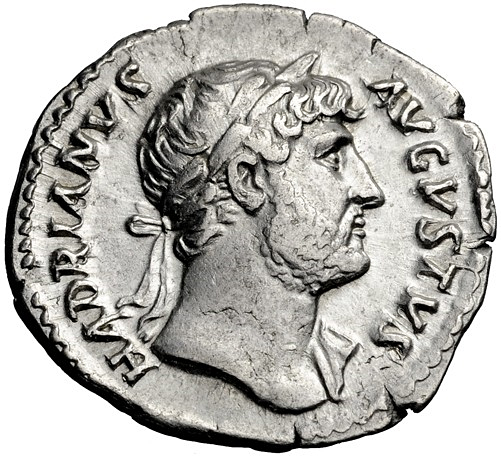
Münzporträt des Hadrian

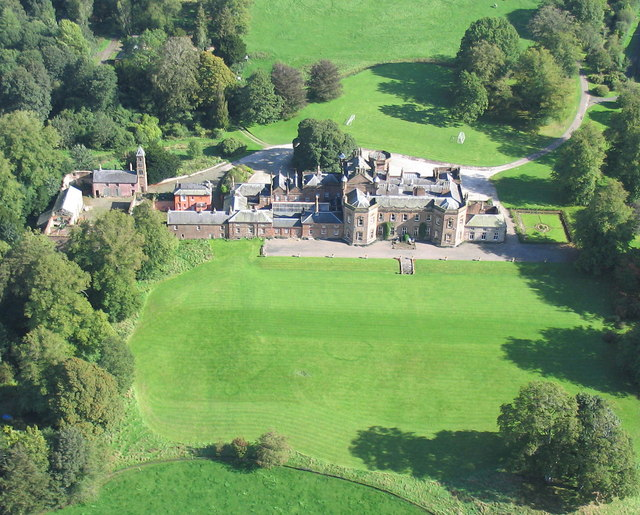
Netherby Hall

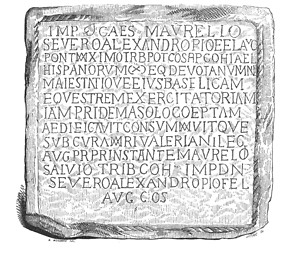
Bauinschrift der Reit- und Exerzierhalle (3. Jahrhundert)

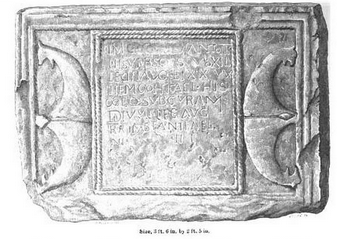
Weiheinschrift der Legio II, Legio XX und der Hispanierkohorte

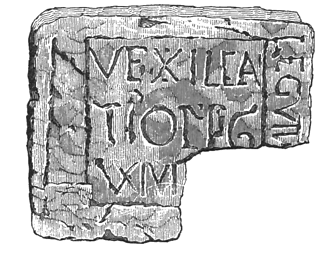
Bauinschrift der Legio VI aus Netherby

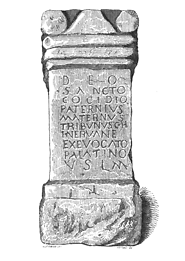
Cocidiusaltar der Cohors I Nerviorum

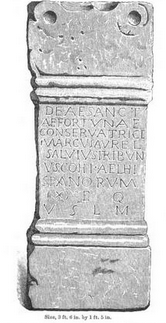
Fortunaaltar des Marcus Aurelius Salvius, gefunden im Balineum (3. Jahrhundert)

Castra Exploratorum war ein römisches Hilfstruppenkastell auf dem Gebiet der Gemeinde (Parish) Arthuret, Ortsteil Netherby, in der Unitary Authority Cumberland im Nordwesten Englands.
Im späten 1. Jahrhundert n. Chr. gegründet und im 2. Jahrhundert in Stein erneuert war es eines der Kastelle zur Vorfeldsicherung des Hadrianswalls. Reste des Kastells sind keine mehr sichtbar, da sie heute komplett von den Gebäuden und Gärten einer Adelsresidenz, Netherby Hall, überdeckt sind. Es war wahrscheinlich bis ins 3. oder spätestens 4. Jahrhundert n. Chr. mit römischen Soldaten besetzt. Sein Areal wurde nie wissenschaftlich untersucht. Die Existenz des Kastells ist nur durch frühere Beschreibungen seiner Reste durch Gelehrte im 16. Jahrhundert und aus zahlreichen, vor Ort aufgefundenen römischen Inschriften bekannt. Vermutlich bestand hier auch ein größeres Lagerdorf mit einem Hafen am Ufer des Esk. Netherby Hall beherbergt heute eine reichhaltige Sammlung an römischen Artefakten.

## Name
Der antike Ortsname wird nur im Itinerarium Antonini (frühes 3. Jahrhundert) erwähnt. Er stammt aus dem Lateinischen, bedeutet „Lager oder Festung der Kundschafter“ und ist in dieser Form bislang einzigartig in der britischen Toponymie. „Castra“ findet sich sonst hauptsächlich in Ortsnamen der weiter südlich gelegenen Provinzen des Römischen Reiches. Der Begriff wurde auch ins Angelsächsische übernommen. Vielleicht schon von den Sachsen auf dem Kontinent oder von Söldnern, die im späten 4. Jahrhundert in Britannien's Provinzarmee dienten. Dort ist es – je nach Dialekt in mehreren Abwandlungen – Bestandteil in den Ortsnamen einer ganzen Reihe von ehemaligen römischen Städten, Siedlungen oder Festungen vor wie z. B. Chester, Caster-Caistor, -cester, -xeter usw. Der Ort ist auch als Brocara bekannt. Er ist aus einem Eintrag in der Ravenna-Kosmographie überliefert und findet sich dort zwischen Fanocodi (Bewcastle) und dem bislang noch nicht lokalisierten Croucingo. Man vermutete lange, dass damit die Zivilsiedlung von Castra Exploratorum gemeint war. Es existieren jedoch keine archäologischen oder schriftlichen Beweise, die diese These stützen würden. Brocara wird heute eher mit dem Kastell von Brougham (Cumbria) gleichgesetzt, das auch unter dem Namen Brocavum bekannt ist. In der Notitia Dignitatum scheint auch eine Festung namens Axelodunum auf. Sie wird für gewöhnlich mit dem Kastell von Stanwix gleichgesetzt. In diesem Kastell soll in der Spätantike die Cohors I Aelia Hispanorum stationiert gewesen sein, die jedoch auch für Netherby bezeugt ist. Angesichts dessen scheint es möglich, dass der ND-Eintrag für Castra Exploratorum (vielleicht durch einen Abschreibfehler) zu Axelodunum verschliffen wurde.

## Lage
Athuret liegt am Fluss Esk und der North-British Railway, nahe an der Grenze zu Schottland. Die Ortschaft befindet sich 16 km nördlich von Carlisle und 3,2 km von Longtown. Die genaue Lage, die Größe und Ausrichtung des Kastells sind unsicher. In der Antike existierten vermutlich Straßenverbindungen nach Blatobulgium (Birrens) im Nordwesten, zum Kastell von Broomholm, zum Hadrianswall/Uxelodunum (Stanwix), Luguvalium (Carlisle) und zum Stanegate (Brampton/Old Church). Im Itinerarium ist Castra Exploratorium am Beginn von Iter (Route) II, zwischen Blatobulgium, dem nördlichen Endpunkt dieser Route und Luguvalium, verortet. Laut diesem war es jeweils 12 römische Meilen von Blatobulgium und Luguvalium entfernt. Dies passt zwar nicht exakt zu den tatsächlichen Entfernungen, es könnte jedoch sein, dass die römische Straße einen Schwenk nach Südosten, bis Brampton/Old Church, vollzog um die unpassierbaren Küstenmarschen an der Mündung des Solway Firth zu umgehen. Diese Eintragung beschreibt den Weg vom Hadrianswall zum heutigen Richborough in der Grafschaft Kent. Dabei scheint Blatobulgio als nördliche Endstation auf, etwa 12 römische Meilen von Castra Exploratorum entfernt.

## Forschungsgeschichte und Fundspektrum
Die ersten Berichte von römischen Mauerresten in Netherby stammen von John Leland, der 1539 den Ort besuchte. Er schrieb:

„Es gab hier einst viele wunderbare Bauten, wie man anhand der zerstörten Mauern sehen kann. Einige wollen hier auch Halteringe und Anleger für Schiffe gesehen haben. Das Land ist umstritten, es ist sowohl englisch als auch schottisch. Die Ruinen sind jetzt etwa drei Meilen vom Wasser des Solway entfernt. Gras wächst auf den zerstörten Wänden.“

In der ersten Ausgabe von William Camdens „Britannia“ – aus dem Jahr 1586 – ist von „...wunderbaren und großen Ruinen einer alten Stadt“. bei Netherby die Rede. William Stukeley war im 17. Jahrhundert der Meinung, dass das Herrenhaus exakt über den Resten der römischen Festung steht. Er und zwei andere Gelehrte, Gale und Goodman, stießen auch noch auf die Reste der Zivilsiedlung und mehrerer Straßen, die sich nordwestlich des Kastells und entlang des Flussufers erstreckt haben soll. Stukeley berichtet auch von einem Friedhof auf einem Hügel etwas abseits des Herrenhauses, aber er sagt nicht, auf welcher Seite des Hauses sich dieser Hügel befunden haben soll. Im Jahre 1601 zeichnete Reginald Bainbrigg, Schulmeister in Appleby, bei seinem Besuch in Netherby eine römische Inschrift ab, die an der Vorderseite eines Hauses eingemauert war. Er berichtete ebenfalls von eisernen Ringen die dort gefunden worden waren. 1671 erwähnt Sir Daniel Fleming eine „...erstaunliche Ansammlung von (römischen) Ruinen“ am Flussufer. Das war, bis das Badehaus gefunden wurde, die letzte schriftliche Erwähnung in diesem Zusammenhang. Im Jahre 1732 stießen Arbeiter, die nach für Bauzwecke verwertbaren Steinen gruben, auf die Reste einer römischen Therme, die auf dem Areal zwischen dem Kastell und dem Ufer des Esk gestanden hatte. Aus einem der Räume konnte ein beschrifteter Altar geborgen werden. Später kamen noch weitere 18 römische Inschriften ans Tageslicht. Einige waren den Göttern der klassischen römischen Mythologie gewidmet: Apollo, die Göttin Fortuna, Silvanus, Mars und Jupiter der oberste Gott im römischen Pantheon. Fast die Hälfte waren für germanische Götter gesetzt worden: Cocidius, Huetirus, Moguntus und Belatucader. Einer der Altäre, einer unbekannten Gottheit gewidmet, war bei seiner Auffindung jedoch schon erheblich beschädigt. Eine sehr schöne Skulptur, die ebenfalls in Netherby gefunden wurde, stellt einen Jüngling dar. Er steht in einer Nische, auf dem Kopf eine Mauerkrone, in seiner linken Hand hält er ein Füllhorn und eine Patera, mit der er auf einem Altar ein Trankopfer darbringt; Es ist eine der schönsten Steinarbeiten, die man am Hadrianswall gefunden hat. Aus den Rillen, die im unteren Teil des Steins eingemeißelt wurden, kann man schließen, dass das Relief ursprünglich in Mauerwerk eingesetzt war. Vielleicht um den Eingang eines Tempels damit zu dekorieren. Gordon nahm an, dass sie Hadrian gewidmet war; Lysons glaubte, dass sie den „Genius der Mauer des Severus“ zeigt. John Collingwood Bruce war der Meinung, dass er den Genius des Walls darstellt. Für die nahe Zukunft sind umfangreiche archäologische Untersuchungen rund um Netherby Hall geplant. Die römischen Funde befinden sich heute teils in Netherby Hall und im Tullie House Museum in Carlisle.

## Entwicklung
Im Jahre 122 befahl Kaiser Hadrian, im Norden Britanniens eine Sperrmauer, verstärkt durch Wachtürme und Kastelle, vom Tyne bis zum Solway-Firth zu errichten, um die britischen Provinzen vor den ständigen Einfällen der Pikten aus dem Norden zu schützen. Der Wall wurde größtenteils durch Soldaten der drei in Britannien stationierten Legionen und der Classis Britannica errichtet. Fünf Kastelle (zwei davon sollten zusätzlich das Stammesgebiet der verbündeten Briganten sichern) lagen als Vorposten nördlich des Hadrianswalles.
Das Lager von Netherby war vermutlich über 300 Jahre lang von den Römern besetzt. Das frühe Holz-Erde-Kastell entstand im späten 1. Jahrhundert n. Chr. (80), im Zuge der Feldzüge des Gnaeus Iulius Agricola. Es befand sich mitten im Siedlungsgebiet der Selgovae und sicherte in dieser Zeit eine Straßenkreuzung und eine Brücke oder Furt über den Esk. Unter Hadrian wurde es in ein Steinkastell umgebaut, eventuell entstand es zeitgleich mit dem Wall und den anderen Vorposten (Habitancum/High Rochester, Fanum Cocidi/Bewcastle und Blatobulgium/Birrens). Vielleicht auch als Schutz der Wallbaustelle gegen Angriffe feindlicher Stämme. Sie alle lagen etwa einen halben Tagesmarsch von der Hadriansmauer entfernt.
Einige der in Netherby aufgefundenen Inschriften des 3. Jahrhunderts lassen den Schluss zu, dass die Festung das Hauptquartier der römischen Aufklärungseinheiten an der Nordgrenze war. Seine Besatzung sollte wohl die nördlichen Stämme in Schach halten, die Straße nach Birrens und zum Hadrianswall (Stanwix) sichern und Vorfeldaufklärung betreiben. Den Funden nach zu urteilen, wurde das Lager bis zur Mitte des 3. Jahrhunderts benutzt. Die jüngsten römischen Funde sind Münzen aus der Zeit des Kaisers Gordian III. (238–244 n. Chr.).
Das Kastell war aber wohl noch wesentlich länger in Gebrauch, vermutlich bis weit ins 4. Jahrhundert, wie auch die anderen vier Vorpostenkastelle des Hadrianswalls. Unter Konstantin den Großen wurde ab 312 ein Großteil der römischen Truppen, die nördlich des Hadrianswalls standen, abgezogen. Vielleicht im Zuge eines Friedensabkommens mit den Caledonen und Maetern, da er die Soldaten dringender für seinen Krieg gegen Maxentius in Italien benötigte. Die nördlich der Mauer stationierten Späher sollen im Zuge der großen barbarischen Verschwörung von 367, als Pikten, Scoten und Angelsachsen gemeinsam in Britannien einfielen, bestochen worden sein, den Aufmarsch der Barbarenarmee nicht weiterzumelden. In der diesbezüglichen Truppenliste der Notitia Dignitatum wird das Kastell nicht erwähnt. Dies könnte bedeuten, dass es im späten 4. Jahrhundert nicht mehr mit regulären Soldaten belegt war. Nachdem die Römer die Insel bis 410 endgültig aufgegeben hatten, könnte das Kastell – wie in Birdoswald geschehen – entweder von einem romano-britischen Warlord übernommen oder von den Pikten zerstört worden sein. Seine Ruinen waren offensichtlich noch über einen sehr langen Zeitraum deutlich sichtbar, wie die Reiseberichte aus dem 16. Jahrhundert beweisen.
Netherby könnte auch der Schauplatz der legendären Schlacht von Arfderydd (Athuret) gewesen sein. Diese Auseinandersetzung wird in den Annales Cambriae, im Eintrag für das Jahr 573, erwähnt. Eventuell hatte sich einer der Heerführer, König Gwenddoleu, im römischen Kastell („Caer Wenddolau“) verschanzt.
Innerhalb der römischen Mauern entstand im 15. Jahrhundert ein festes Turmhaus, ein sog. Peel tower. Es wurde hauptsächlich aus den Steinen des Kastells errichtet, die in großer Zahl in den Turmmauern nachgewiesen werden konnten. Am Ende der 1500er Jahre gelangte Netherby für die nächsten 400 Jahre in den Besitz der Familie Graham. Ab dieser Zeit prosperierte das Haus und seine Besitzungen. Die ersten Erweiterungen am Turm und dem Garten wurden wahrscheinlich schon Anfang des 16. Jahrhunderts vorgenommen. In dieser Zeit konnten die Border Reivers, Plünderer und Mörder die das Grenzgebiet unsicher machten, von König James VI. vernichtend geschlagen werden. Die letzten sichtbaren Reste der Festung und des Vicus wurden im späten 18. Jahrhundert bei den Erweiterungsbauten zu einem repräsentativen Adelssitz beseitigt.

## Kastell
Vermutlich werden die Reste des Kastells vom Herrenhaus Netherby Hall, das auf einer kleinen Anhöhe über dem Flusstal des Esk steht, der nördlich am Anwesen vorbeifließt, überdeckt. Aus den vor Ort aufgefundenen Inschriften haben Historiker abgeleitet, dass das Kastell mindestens zwei (möglicherweise auch bis zu vier) Bauphasen durchlief. Es war wahrscheinlich auf den Esk ausgerichtet. Seine Ausmaße können nur anhand der hier stationierten römischen Garnisonseinheiten geschätzt werden. Man weiß, dass hier anfangs eine 500 Mann starke Infanterieeinheit und später ein (nominell) 1000 Mann starkes Kavallerieregiment (ala), mit etwa 300 Pferden im Kastell einquartiert waren. Das Lager hätte damit eine Fläche zwischen 2,4 und 3,6 Hektar belegen müssen. Das hadrianische Steinkastell hatte vermutlich den für mittelkaiserzeitliche Wehrbauten typischen, langrechteckigen Grundriss mit abgerundeten Ecken. Es verfügte wohl auch über vier Zugangstore, plus die für mittelkaiserzeitliche Hilfstruppenlager standardmäßigen Innengebäude. Diese waren im Zentrum das Hauptquartier (principia), ein oder zwei Getreidespeicher (horrea), Pferdeställe (stabula) Mannschaftskasernen (centuria) und diverse Funktionsgebäude (Werkstätten, Latrinen, Backstuben). Eine 1762 entdeckte Inschrift berichtet von der Fertigstellung einer Reit- und Exerzierhalle (Basilica Equestris Exercitatorius) durch die Hispanierkohorte, dies geschah im frühen 3. Jahrhundert. Für Archäologen und Historiker ist sie einer der bedeutendsten Schriftfunde von Netherby, da durch sie bekannt wurde, wie die Römer ihre Reithallen bezeichneten. In den Hilfstruppenkastellen standen sie meist an der Vorderseite der Principia. Die einzigen vergleichbaren Gebäude in Britannien befanden sich in den Legionslagern von Caerleon (Isca Silurum) und Inchtuthil, sowie im Wallkastell Birdoswald (Banna).

## Garnison
Castra Exploratorum war vermutlich vom 1. bis zum 4. Jahrhundert mit regulären römischen Soldaten besetzt. Es beherbergte während seines Bestehens einige Kohorten der Hilfstruppen (Auxilia), aber auch Legionärsvexillationen. Letztere wurden für gewöhnlich nicht zum Garnisonsdienst an der Grenze eingeteilt, sondern entsandten Spezialkräfte für die anspruchsvolleren Bauvorhaben in den Kastellen. Es wird angenommen, dass das Kastell auch während der Feldzüge des Agricola um 80 n. Chr. durchgehend besetzt war. Die Art, Stärke und Zusammensetzung der Garnison zu dieser Zeit ist mangels archäologischer und epigraphischer Funde unbekannt. Das Kastell dürfte auch mit einem Numerus von Spähern belegt gewesen sein. Diese Einheiten wurden später aufgelöst, da sie sich aktiv an der Barbarenverschwörung von 367 beteiligt hatten.
Folgende Einheiten stellten entweder die Besatzung des Kastells oder könnten sich für eine begrenzte Zeit dort aufgehalten haben:
| Zeitstellung                | Truppenname | Beschreibung |
| --------------------------- | --- | --- |
| 2. Jahrhundert n. Chr.      | Legio sextae Victrix („die sechste Legion die Siegreiche“)                                                        | Ein Inschriftenfragment aus Netherby bezeugt die Anwesenheit von Soldaten dieser Legion. Wahrscheinlich wurden am Ende des 2. Jahrhunderts, während der Herrschaft des Commodus, Bau- oder Reparaturarbeiten innerhalb der Festung durchgeführt. Eine weitere dort aufgefundene Inschrift ist ebenfalls diesem Kaiser gewidmet. |
| 2. – 3. Jahrhundert n. Chr. | Legio secunda Augusta („die zweite Legion des Augustus“)                                                          | Die Anwesenheit von Angehörigen dieser Legion ist durch mehrere Inschrift bekannt. Daraus wird gefolgert, dass während der Herrschaft des Kaisers Hadrian im Kastell größere Bauarbeiten von der Legion durchgeführt wurden. Die zweite Legion war auch während des 3. Jahrhunderts dort für Bauarbeiten eingesetzt. |
| 3. Jahrhundert n. Chr.      | Legio vicesimae Valeria Victrix („die zwanzigste valerische Legion, die Siegreiche“)                              | Die Legion setzte während der Amtszeit des Statthalters Modius Julianus (219), zusammen mit der Legio II Augusta und der Cohors I Hispania, eine Inschrift. |
| 2. Jahrhundert n. Chr ?     | Cohors primae Nervanae (die erste Kohorte der Nervier)                                                            | Die Truppe wurde aus dem Stamm der Nervii rekrutiert die in der Provinz Gallia Belgica beheimatet war. Es handelte sich bei ihr um eine sog. Cohors Peditata Quingenaria, d. h. sie bestand aus rund 500 Fußsoldaten. Die Einheit ist für Netherby von einem einzigen (undatierten) Altar für den Gott Cocidius benannt und stellte wahrscheinlich die erste Besatzung des hadrianischen Steinkastells. Befehlshaber des Kastells war damals ein Tribun namens Paternius Maternus der vorher in Rom in der Prätorianergarde gedient hatte. Aufgrund seiner geologischen Beschaffenheit (Altäre aus Netherby waren für gewöhnlich aus rotem Sandstein gefertigt) nimmt der Historiker Eric Birley an, dass dieser von Bewcastle (Fanum Cocidi) hierher verschleppt wurde. Vielleicht war die Nervierkohorte (oder eine ihrer Abteilungen) im 3. Jahrhundert in Bewcastle stationiert. Die Anwesenheit der Truppe konnte auch für Vindolanda am Stanegate nachgewiesen werden. |
| 3. Jahrhundert n. Chr.      | Cohors prima Aelia Hispanorum milliaria equitata (die erste Kohorte der Hispanier, 1000 Mann stark, teilberitten) | Die Kohorte bestand ursprünglich aus 500 Mann und wurde aus den keltiberischen Stämmen der hispanischen Provinzen ausgehoben. Es ist sehr wahrscheinlich, dass sie im zweiten Jahrhundert auf 1000 Soldaten verstärkt wurde. Aelia deutet darauf hin, dass dies während der Regierungszeit der aelischen Kaiser geschah. Diese Kohorte hat in Netherby vier datierbare Inschriften (von 213 bis 222) hinterlassen. Eine Inschrift, die zwischen 215 und 220 entstand, berichtet von diversen Arbeiten die sie zusammen mit Vexillationen der Legio II Augusta und der Legio XX Valeria Victrix durchgeführt hat. Vermutlich kam die Einheit während der Feldzüge unter Septimius Severus und Caracalla – zwischen 208 und 212 – nach Netherby und war vielleicht nach Beendigung der Kampagne dort dauerhaft stationiert. Auch zwei ihrer Kommandanten, die Tribunen [...]r Maximus und Marcus Aurelius Salvius, sind von diesen Inschriften bekannt.                        |
| 3. bis 4. Jahrhundert?      | Numerus Exploratorum (Späher/Kundschafter)                                                                        | Diese Spezialeinheiten gehörten ebenfalls zu den Hilfstruppen und wurden aus Stämmen rekrutiert, die für ihre gute Ortskenntnis und Ausdauer bei der Jagd bekannt waren. Sie waren nur leicht bewaffnet und wurden hauptsächlich bei der Feindaufklärung als Späher eingesetzt. Name und Ordnungsnummer der in Netherby stationierten Aufklärungstruppe sind – mangels diesbezüglicher Funde – unbekannt. |

## Badehaus

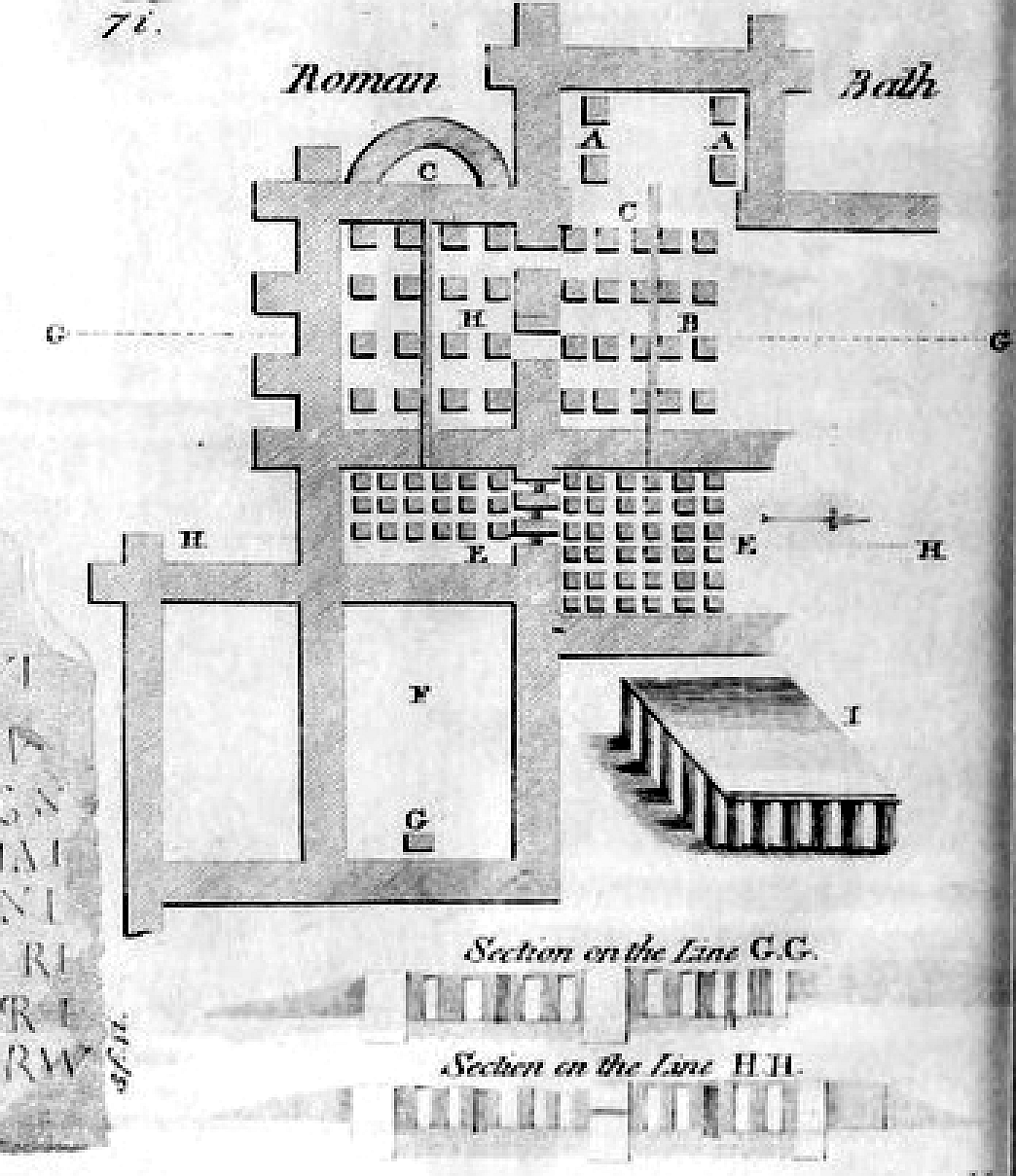
Befundplan des Balineums aus dem 18. Jahrhundert

Das im 18. Jahrhundert entdeckte Badehaus (balineum) stand wegen der hohen Brandgefahr außerhalb der Kastellmauern (extra muros). Es war von Ost nach West ausgerichtet und hatte große Ähnlichkeit mit jenen Exemplaren, die bei den Wallkastellen von Benwell, Carrawburgh und Chesters ausgegraben wurden (sog. Reihentypus). Führende Experten auf diesem Forschungsgebiet glauben, dass sie alle nach einem Standardplan erbaut wurden. Das Badehaus dürfte um 222 errichtet worden sein. Es stand in einer Seitenstraße des Vicus. Seine Reste wurden oberflächlich untersucht und darüber eine Fundskizze angefertigt. In einem der Räume (Raum F im Plan) wurde Anfang Oktober 1732, ein Altar für Fortuna mit einer Inschrift gefunden, gestiftet von einem Tribunen der Hispanierkohorte. Die genaue Lage des Bades wurde aber ebenfalls nicht überliefert. Man nimmt an, dass es mit Frischwasser aus einem Bach, dem Friar's Bush versorgt wurde. Wenn dies tatsächlich der Fall war, muss es nordöstlich der Kastellsiedlung, bzw. nördlich des Lagers, gestanden haben. Man vermied damit, eine Wasserleitung anlegen zu müssen, die die Trasse der nordwestlich gelegenen, in den Norden Schottlands führenden Straße kreuzte. In zwei Briefen von 1734 wird das Gebäude folgendermaßen beschrieben:

„23. September 1734: Dieses Gebäude besteht aus zwei größeren Räumen, die, wie ich glaube, schon immer etwas tiefer gelegen haben, denn man sieht Reste von Stufen die zu ihnen hinabführen. Die Türschwelle wird aus drei großen Steinen gebildet, einer vorne und zwei auf den Seiten, jeweils etwa sechs Fuß lang, mit Löchern für Türangeln und -schlößer. Jedes der Zimmer ist etwa neun oder zehn Fuß groß und voneinander durch eine dünne Trennwand geteilt. Beide waren von demselben gewölbten Dach bedeckt, das die Arbeiter abbrachen. Das äußerste diente für einen kleinen Tempel der Fortuna, denn darin wurde ein Altar und ein Haufen Köpfe verschiedener Tiere, insbesondere von Ochsen und Schafen, gefunden. Der Innenraum war ein Bad und meines Erachtens eher zum Aufstellen der Badezuber gedacht. Hier gibt es eine Zementschicht, die aus Kalk und Ziegelbruch besteht. Sie bedeckt sowohl die Fußböden als auch die Wände und ist in der Tat sehr hart. Ich habe aber keine Ahnung, ob sie jemals Wasser halten sollte. Beide Räume sind mit großen flachen Steinen belegt. Unter ihnen ist ein Aquädukt oder eine Art langer leerer Raum oder Kanal. Er reicht von einem Ende des Gebäudes zum anderen. Die Fußböden sind mit etwa 1 1/2 Zoll Dicke mit Zement bedeckt. Ich vermute weil die Steine sonst zu kalt waren um darauf zu stehen.“

„29. Oktober 1734: Der Hypokaust (Raum E) wurde 1745 entdeckt, angrenzend an das alte Bad, das 1732 entdeckt wurde. Der eine Hypokaust wurde von 54 Steinsäulen getragen, die im Plan als E markiert sind. 36 davon waren noch mit dem Boden aus Flachsteinen und Zement bedeckt wie die Abbildung I im Plan zeigt. Die Verbindung zwischen seinen beiden Teilen bestand aus drei Durchlässen, markiert als D. Westlich davon befand sich ein weiterer Hypokaust, der von 20 Säulen aus quadratischen Fliesen getragen wurde. Ein paar waren noch mit ein wenig Zement bedeckt, markiert mit B. Westlich davon standen noch vier Säulen, markiert als A, in ähnlicher Bauweise. Ein Kanal, markiert als C, durchquerte Raum B (von Ost nach West), wie auch im angrenzenden Raum H. Dieser war mit Ziegel angefüllt, darunter auch einige hohle Exemplare.“

## Vicus und Hafen

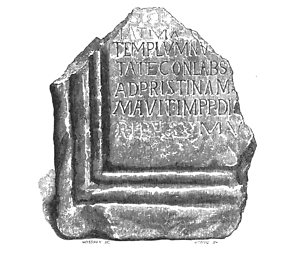
Bauinschriftenfragment eines Tempels, errichtet von der Cohors I Hispanorum

Einige der in Netherby aufgefundenen Inschriften lassen annehmen, das sich dort auch im Laufe der Zeit eine größere Zivilsiedlung (vicus) um das Kastell gebildet hatte. Überreste sind keine mehr zu sehen. Die Siedlung dürfte sich auf dem Areal nordwestlich der Festung bis zum Flussufer ausgebreitet haben. Eine Inschrift berichtet vom Wiederaufbau eines Tempels. Sie stammt vermutlich aus der Mitte des 3, Jahrhunderts. Laut den Schilderungen von Leeland und Bainbrigg von dort aufgefundenen Gebäuderesten, Halteringen und Anlegern, sowie der Beobachtung mehrerer Straßen, die am Abhang vor der Nordwestecke des Kastells Richtung Norden und Süden und zum Esk führten, dürften die Römer am Flussufer auch einen Hafen angelegt hatten. Möglicherweise unterhielt die Classis Britannica dort einige Lagerhäuser aber keinen Flottenstützpunkt. Bainbrigge vermutete, dass er durch Versandung vom Solway abgeschnitten und deswegen unbrauchbar wurde. Vermutlich wurden seine Reste ab dem 16. Jahrhundert ebenfalls zur Steingewinnung abgebrochen.

## Gräberfeld

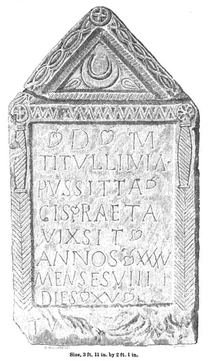
Grabstein der Titulinia Pussita

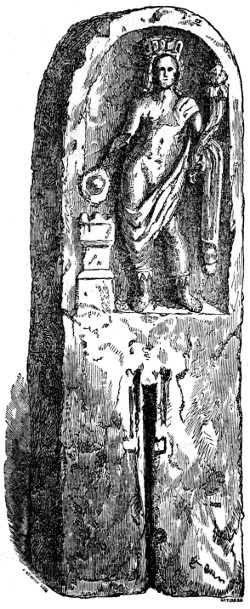
Relief aus Netherby, vermutlich den Genius des Walls darstellend

William Stukeley will bei seinem Besuch auch einen römischen Friedhof gesehen haben, seine genaue Lage verschwieg er jedoch. Das Gräberfeld befand sich vermutlich südöstlich des Kastells, am weitesten von der Zivilsiedlung entfernt. Die Existenz eines Gräberfeldes beim Kastell ist durch den Fund mehrerer römischer Grabsteine bewiesen. Einer der Steine war für die aus der Provinz Raetia stammenden Titullinia Pussitta gesetzt worden. Die Inschrift aber nennt weder den Namen ihres Mannes, noch seinen militärischen Rang, was zu erwarten wäre, wenn sie die Gattin eines kommandierenden Offiziers war. Das Fehlen von Namen, Titel und Rang lässt vermuten, dass Titullinia eher die Ehefrau eines einfachen Soldaten, Händlers oder Handwerker war, und nicht in der Festung, sondern außerhalb der Mauern im Vicus lebte. Sie ist bislang die einzige namentlich bekannte Frau aus dem Umfeld des Lagers.